# Храм на победата
Храмът на победата е храм в древногръцкия град Химера в Северна Сицилия, от който днес са запазени само развалини.
Храмът е построен през втората пета на V век пр.н.е. по заповед на сиракузкия тиран Гелон след победата му над картагенците в битката при Химера през 480 година пр.н.е. Храмът вероятно е посветен на богинята Атина. Той е опожарен и разрушен, вероятно през 409 година пр.н.е., когато картагенците превземат града.